# Wolf Love
Wolf Love is een muziekalbum van de Nederlandse pagan-folkband Omnia, dat in 2010 uitkwam.
Het album bevat alle verschillende muziekstijlen. Naast de cd is een dvd bijgesloten met livemateriaal van de bezetting uit 2010. Het gedicht "Jabberwocky" van Lewis Carroll werd voor dit album naar muziek omgezet.

## Nummers
1. Wake up
2. Dance until we Die
3. Jabberwocky
4. Saltatio Vita
5. Teachers
6. Love in the Forest
7. Toys in the Attic
8. Shamaniac
9. Solfeggio (Guess who's Bach?)
10. Wheel of Time
11. Sister Sunshine
12. Taranis Jupiter
13. Moon
14. Wolf Song
15. Cornwall
16. Sing for Love